# Soubise
Soubise é uma comuna francesa na região administrativa da Nova Aquitânia, no departamento de Charente-Maritime. Estende-se por uma área de 10,93 km². Em 2010 a comuna tinha 3 054 habitantes (densidade: 279,4 hab./km²).